# Lista laureaților EGOT
EGOT, un acronim pentru premiile Emmy, Grammy, Oscar și Tony, este denumirea dată persoanelor care au câștigat toate cele patru mari premii artistice americane. Aceste premii onorează realizări remarcabile în televiziune, înregistrări, film și teatru. Obținerea EGOT a fost numită „marele șlem” al showbizului american. Până în anul 2023, 18 persoane au obținut statutul competitiv EGOT, și alte 6 au obținut distincția cu premii onorifice sau speciale.
Termenul EGOT a fost conceput de actorul Philip Michael Thomas, la sfârșitul anului 1984, când rolul său din Miami Vice i-a adus o faimă instantanee, iar acesta și-a declarat dorința de a obține titlul EGOT în decurs de cinci ani.

## Laureați EGOT
| Nume                | Emmy | Grammy | Oscar | Tony  | EGOT complet | Interval de timp (ani) | Vârstă la data completării | Profesie                        |
| ------------------- | ---- | ------ | ----- | ----- | ------------ | ---------------------- | -------------------------- | ------------------------------- |
| Richard Rodgers     | 1962 | 1960   | 1946  | 1950  | 1962         | 16                     | 59 ani, 10 luni            | Compozitor, producător          |
| Helen Hayes         | 1953 | 1977   | 1932  | 1947  | 1977         | 45                     | 76 ani, 4 luni             | Actriță                         |
| Rita Moreno         | 1977 | 1972   | 1962  | 1975  | 1977         | 15                     | 45 ani, 9 luni             | Actriță, cântăreață, dansatoare |
| John Gielgud        | 1991 | 1979   | 1982  | 1961, | 1991         | 29                     | 87 ani, 4 luni             | Actor, regizor                  |
| Audrey Hepburn      | 1993 | 1994   | 1954  | 1954  | 1994         | 40                     | 63 ani, 8 luni             | Actriță                         |
| Marvin Hamlisch     | 1995 | 1974   | 1974  | 1976  | 1995         | 21                     | 51 ani, 3 luni             | Compozitor                      |
| Jonathan Tunick     | 1982 | 1988   | 1978  | 1997  | 1997         | 19                     | 59 ani, 1 lună             | Compozitor, dirijor             |
| Mel Brooks          | 1967 | 1998   | 1969  | 2001  | 2001         | 34                     | 74 ani, 11 luni            | Regizor, scenarist, actor       |
| Mike Nichols        | 2001 | 1961   | 1968  | 1964  | 2001         | 40                     | 69 ani, 11 luni            | Regizor, comedian               |
| Whoopi Goldberg     | 2002 | 1986   | 1991  | 2002  | 2002         | 16                     | 46 ani, 6 luni             | Actriță, gazdă de televiziune   |
| Scott Rudin         | 1984 | 2012   | 2008  | 1994  | 2012         | 28                     | 53 ani, 6 luni             | Producător                      |
| Robert Lopez        | 2008 | 2012   | 2014  | 2004  | 2014         | 10                     | 39 ani                     | Compozitor                      |
| Andrew Lloyd Webber | 2018 | 1980   | 1997  | 1980  | 2018         | 38                     | 70 ani, 5 luni             | Compozitor, producător          |
| Tim Rice            | 2018 | 1980   | 1993  | 1980  | 2018         | 38                     | 73 ani, 9 luni             | Producător                      |
| John Legend         | 2018 | 2006   | 2015  | 2017  | 2018         | 12                     | 39 ani, 8 luni             | Cântăreț, compozitor            |
| Alan Menken         | 2020 | 1991   | 1990  | 2012  | 2020         | 30                     | 70 ani, 11 luni            | Compozitor, producător          |
| Jennifer Hudson     | 2021 | 2009   | 2007  | 2022  | 2022         | 15                     | 40 ani, 9 luni             | Cântăreață, actriță             |
| Viola Davis         | 2015 | 2023   | 2017  | 2001  | 2023         | 22                     | 57 ani, 5 luni             | Actriță, producătoare           |
| Elton John          | 2024 | 1987   | 1995  | 2000  | 2024         | 37                     | 76 ani, 9 luni             | Cântăreț, pianist, producător   |
| Benj Pasek          | 2024 | 2018   | 2017  | 2017  | 2024         | 7                      | 39 ani, 2 luni             | Compozitor                      |
| Justin Paul         | 2024 | 2018   | 2017  | 2017  | 2024         | 7                      | 39 ani, 8 luni             | Compozitor                      |

### Premii onorifice
Alți șase artiști au atins statutul EGOT, deși unul dintre premiile lor a fost acordat în mod onorific, sau ca distincție pentru care nu a avut loc o competiție: Barbra Streisand nu are un Tony competitiv, Liza Minnelli nu are un Grammy competitiv, iar Harry Belafonte, James Earl Jones, Quincy Jones și Frank Marshall nu au un Oscar competitiv.
| Nume             | Primul premiu | Primul premiu                               | Al doilea premiu | Al doilea premiu | Al treilea premiu | Al treilea premiu             | Al patrulea premiu | Al patrulea premiu            | Interval de timp (ani) | Profesie                        |
| ---------------- | ------------- | ------------------------------------------- | ---------------- | ---------------- | ----------------- | ----------------------------- | ------------------ | ----------------------------- | ---------------------- | ------------------------------- |
| Barbra Streisand | 1964          | Grammy                                      | 1965             | Emmy             | 1969              | Oscar                         | 1970               | Premiul Tony Special          | 6                      | Actriță și cântăreață           |
| Liza Minnelli    | 1965          | Tony                                        | 1973             | Oscar            | 1973              | Emmy                          | 1990               | Premiul Grammy Legend         | 25                     | Actriță și cântăreață           |
| James Earl Jones | 1969          | Tony                                        | 1977             | Grammy           | 1991              | Emmy                          | 2011               | Premiul Oscar onorific        | 42                     | Actor                           |
| Harry Belafonte  | 1954          | Tony                                        | 1960             | Emmy             | 1961              | Grammy                        | 2014               | Premiul Jean Hersholt (Oscar) | 60                     | Activist, actor și cântăreț     |
| Quincy Jones     | 1964          | Grammy                                      | 1977             | Emmy             | 1994              | Premiul Jean Hersholt (Oscar) | 2016               | Tony                          | 52                     | Activist, compozitor și dirijor |
| Frank Marshall   | 2019          | Premiul Memorial Irving G. Thalberg (Oscar) | 2022             | Tony             | 2023              | Grammy                        | 2023               | Emmy                          | 4                      | Regizor și producător           |

## Galerie

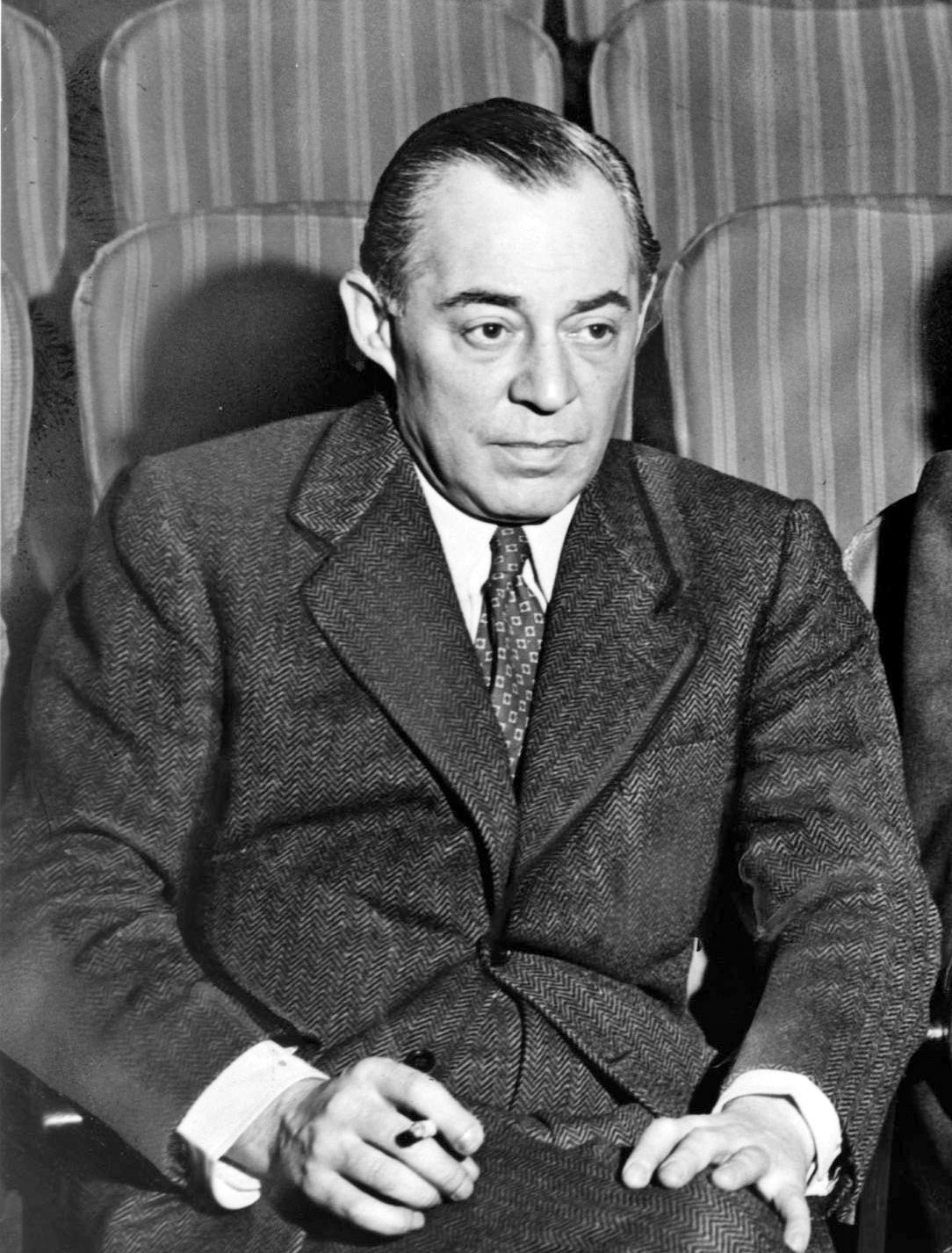
În 1962, Richard Rodgers a devenit prima persoană care a câștigat toate cele patru premii.
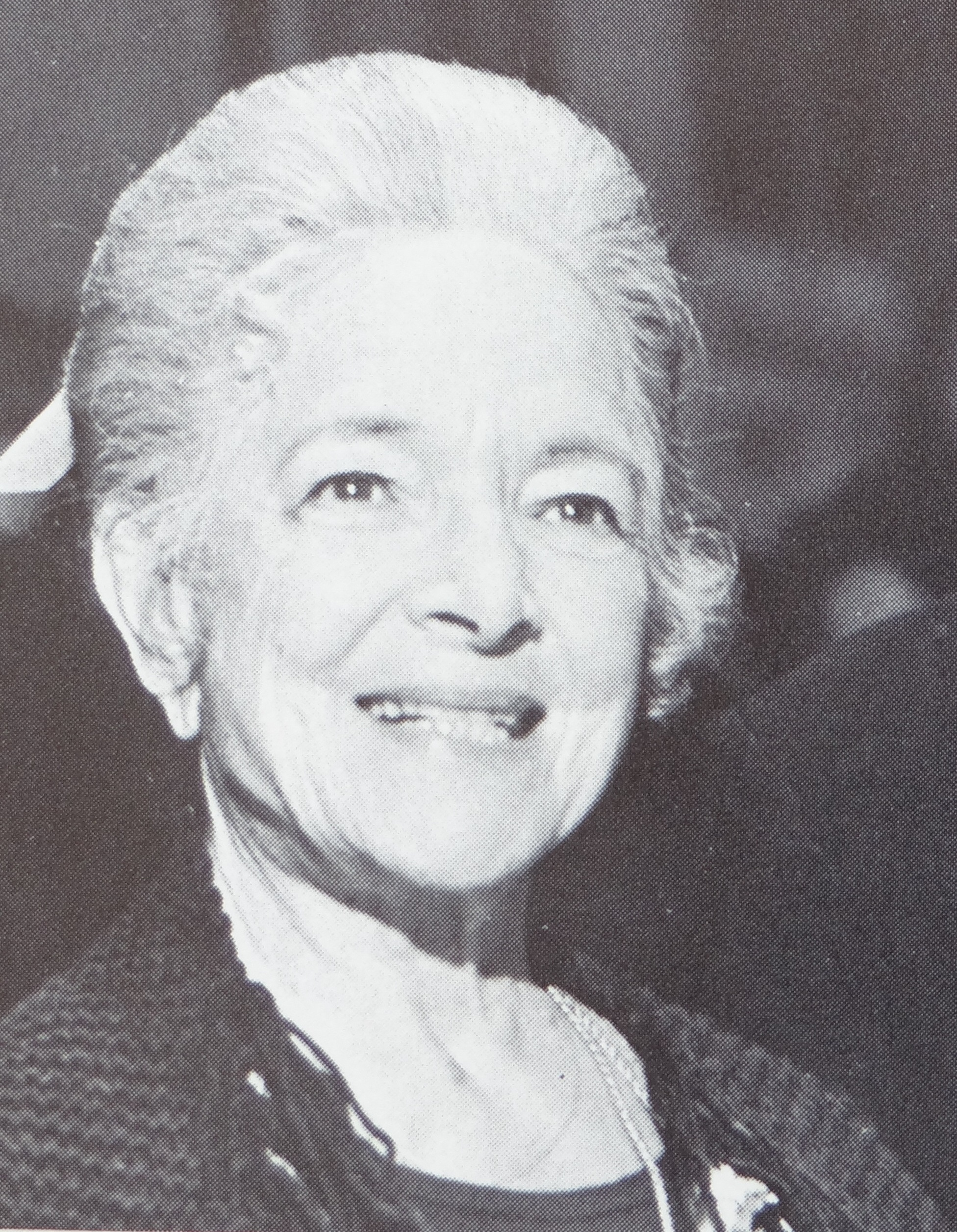
În 1977, Helen Hayes a devenit a doua persoană, și prima femeie, care a câștigat toate cele patru premii.
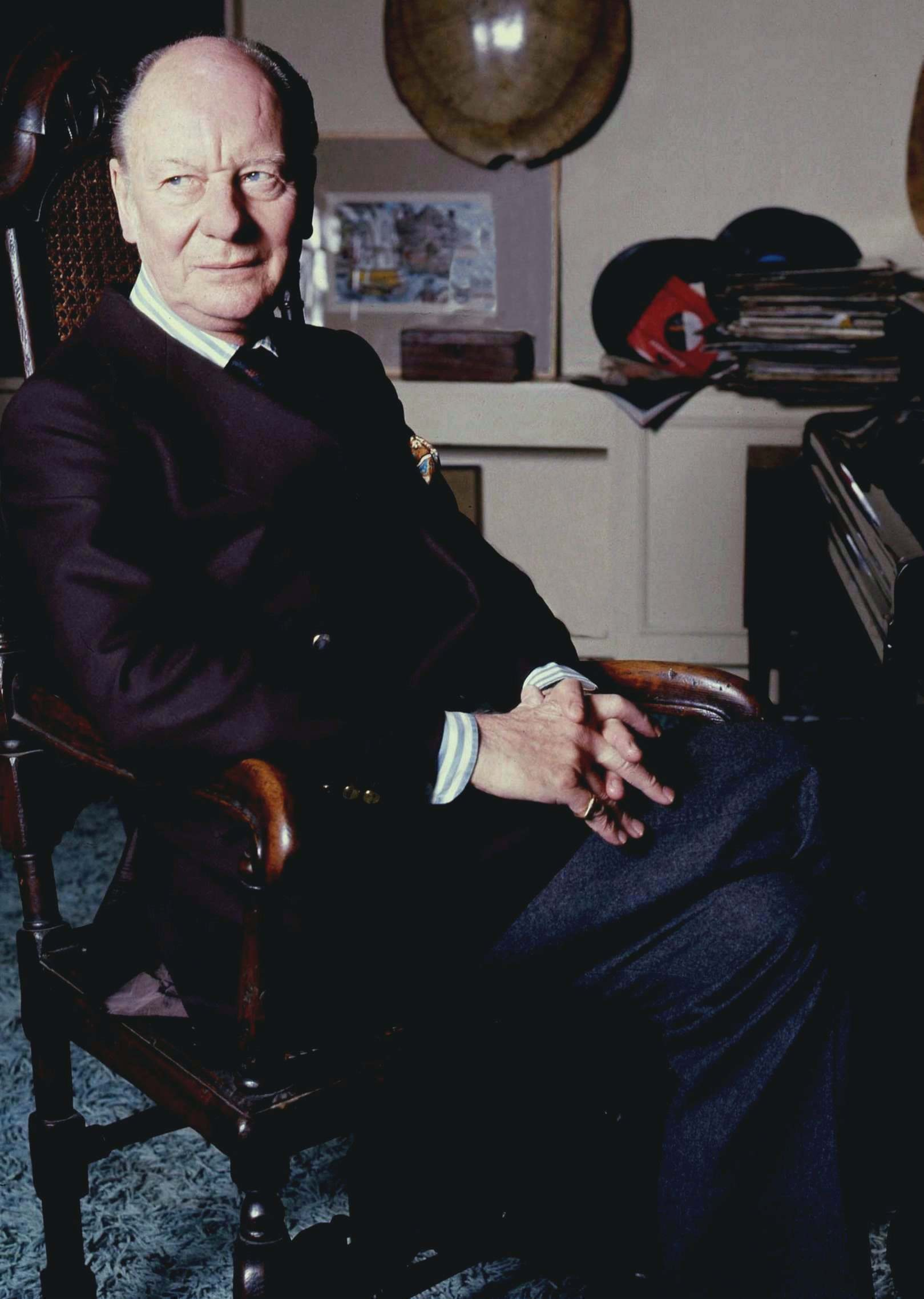
În 1991, John Gielgud a devenit a patra și cea mai în vârstă persoană (87 de ani) care a câștigat toate cele patru premii.
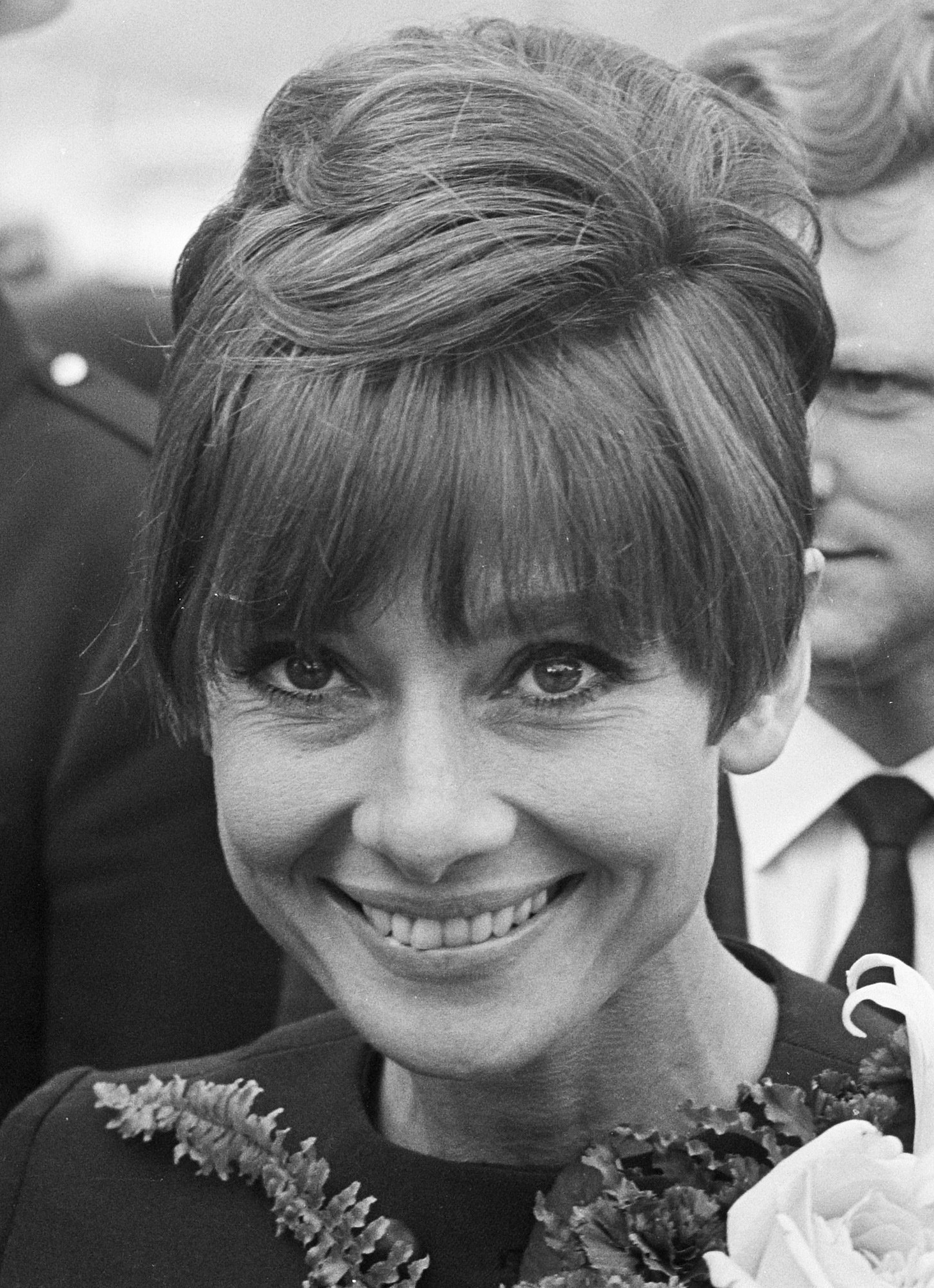
În 1994, Audrey Hepburn a devenit a cincea persoană care a câștigat toate cele patru premii, și prima care a obținut această distincție postum.
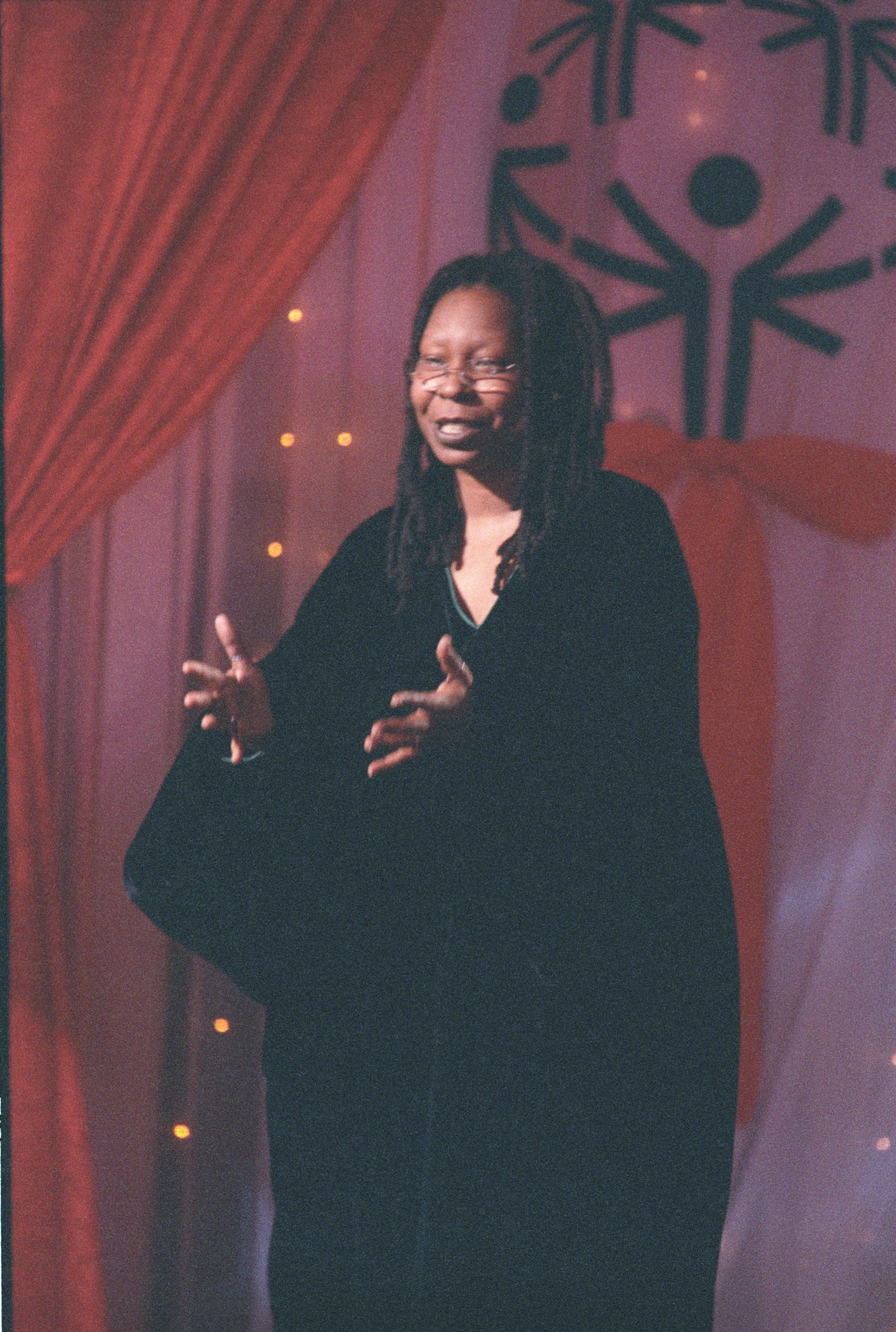
În 2002, Whoopi Goldberg a devenit a zecea persoană care a câștigat toate cele patru premii, prima afro-americană, și prima care a câștigat două dintre aceste premii în același an.
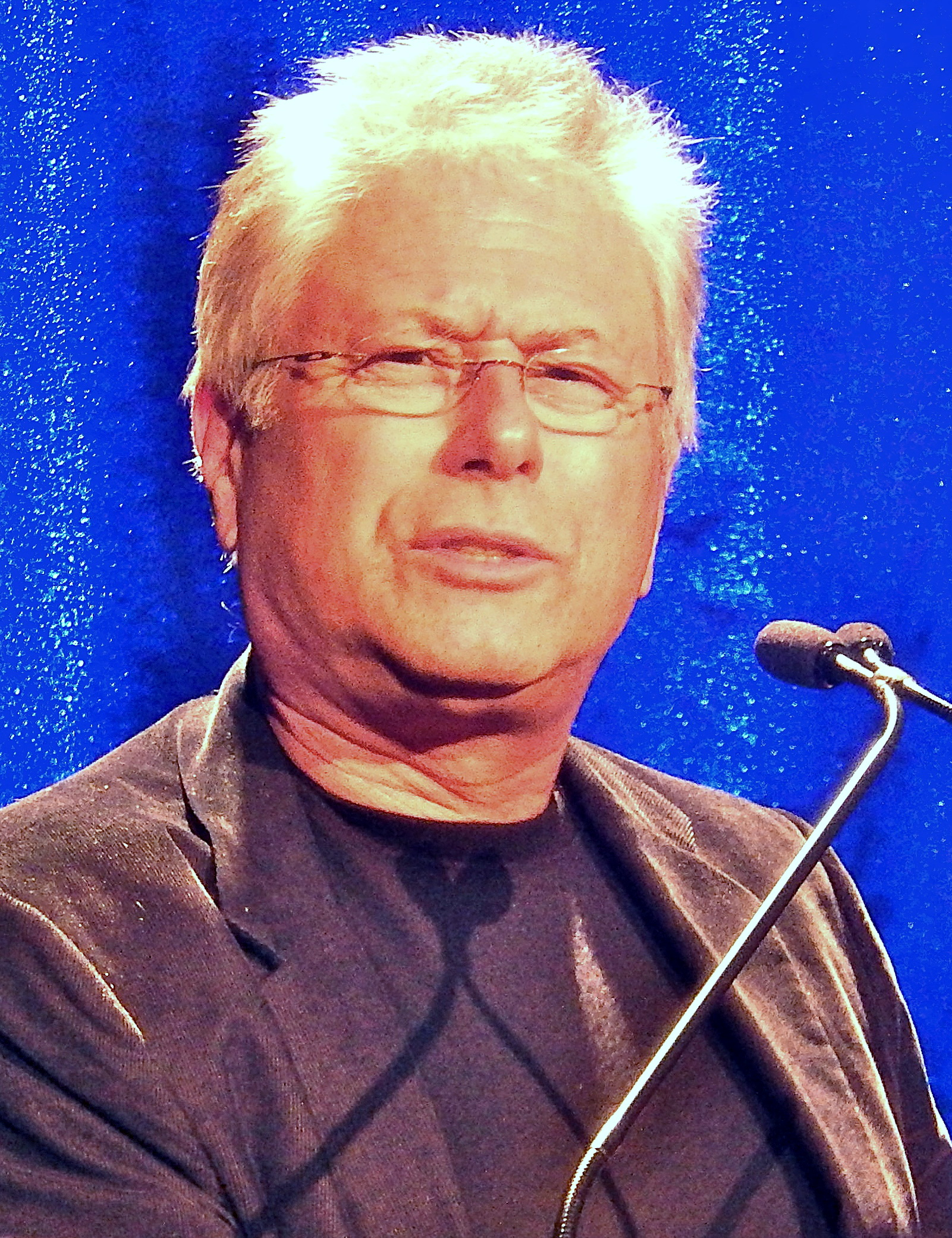
În 2020, Alan Menken a devenit cea de-a șaisprezecea persoană care a câștigat toate cele patru premii. Palmaresul său include 8 premii Oscar și 11 premii Grammy.